# Stephan Maus
Stephan Maus (* 1968) ist ein deutschsprachiger Journalist und Autor.

## Leben
Maus studierte Literatur in Aix-en-Provence und schloss mit einer Arbeit über Vladimir Nabokovs Fahles Feuer ab, anschließend arbeitete er in Paris. Seit 1998 schreibt er für deutschsprachige Zeitschriften, Zeitungen und den Hörfunk, u. a. für FAZ, Frankfurter Rundschau, taz, Titanic und Eulenspiegel. Er arbeitete als Werbetexter bei Scholz & Friends, Berlin und ist heute Redakteur der Zeitschrift Stern. Er veröffentlichte Zitatensammlungen und Romane. Maus lebt in Berlin.

## Veröffentlichungen

### Zitatensammlung
- Handbuch des massiven Unsinns, Köln 2004
- Zitatsalat von Hinz & Kunz,  Köln 2002

### Romane
- Die reinen Herzen, 2012
- Alles Mafia!, Berlin 2000

- Hajo Löwenzahn, Hamburg 1998

### Hörspiele
- Alles Mafia!, Berlin
- Diskurs – Ende – Leben. Ein Textmedley. (Hörspiel, zus. mit Marvin Chlada, Marcus S. Kleiner, Regie: Leonhard Koppelmann) WDR 3 (Reihe: Pop Drei), 2002.